# Герб комуни Форсгага
Герб комуни Форсгага (швед. Forshaga kommunvapen) — символ шведської адміністративно-територіальної одиниці місцевого самоврядування комуни Форсгага. 

## Історія
Герб торговельного містечка (чепінга) Форсгага отримав королівське затвердження 1954 року. 
Після адміністративно-територіальної реформи, проведеної в Швеції на початку 1970-х років, муніципальні герби стали використовуватися лишень комунами. Цей герб 1974 року був перебраний для нової комуни Форсгага.
Герб комуни офіційно зареєстровано 1979 року.

## Опис (блазон)
Щит скошений справа хвилясто, у верхньому зеленому полі золота корона з вирізом, у нижньому золотому — зелена гілка лавру з трьома листочками і плодами. 

## Зміст
Корона означає флотаційний знак «Корона з вирізом», який ставився на деревину під час сплаву лісу до папірні, і символізує лісообробну галузь та виробництво паперу. Лавр (швед. lager) уособлює родину Лагерлеф.